# Solda por Fricção e Mistura Mecânica

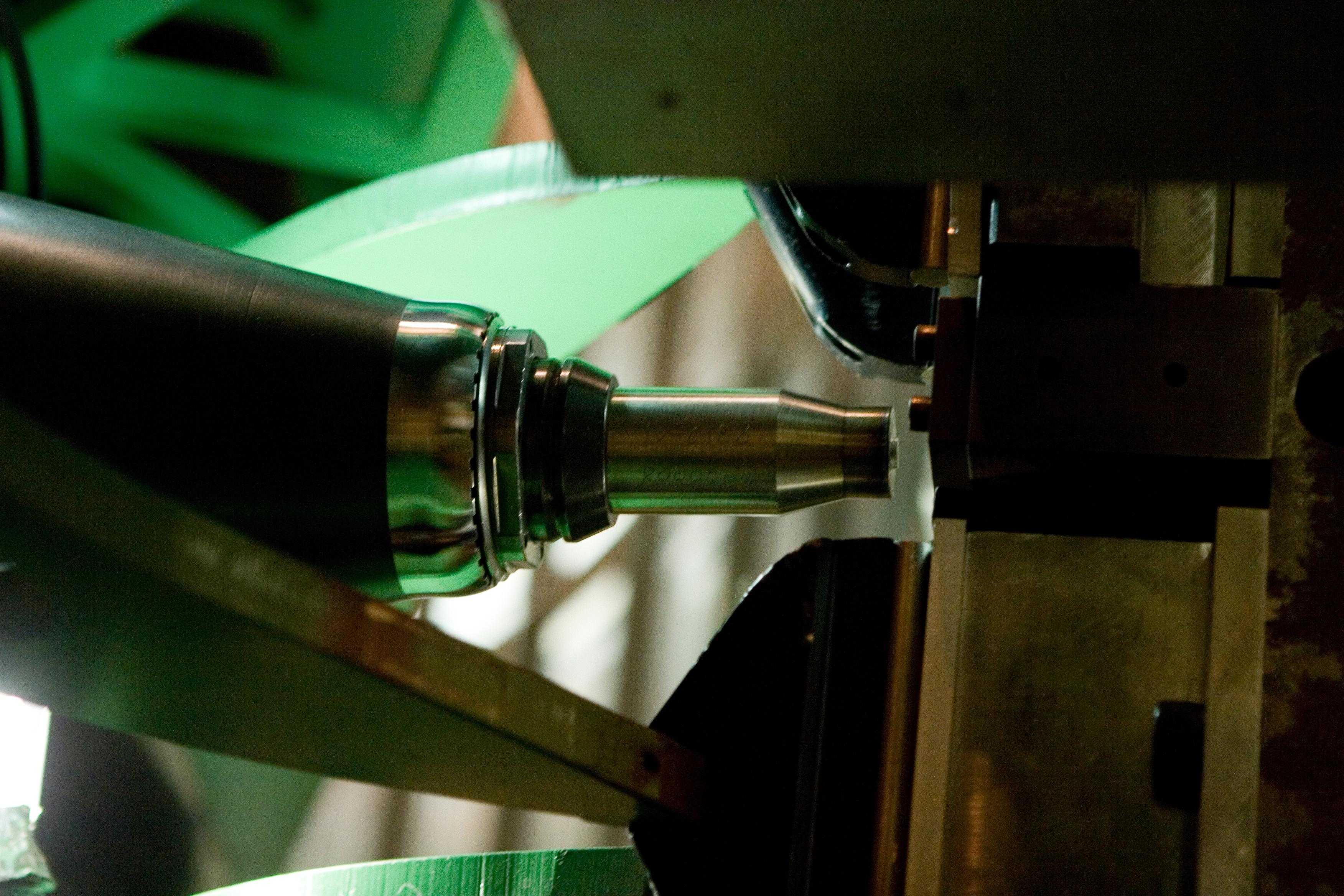
Close-up de uma solda ponto por SFW.

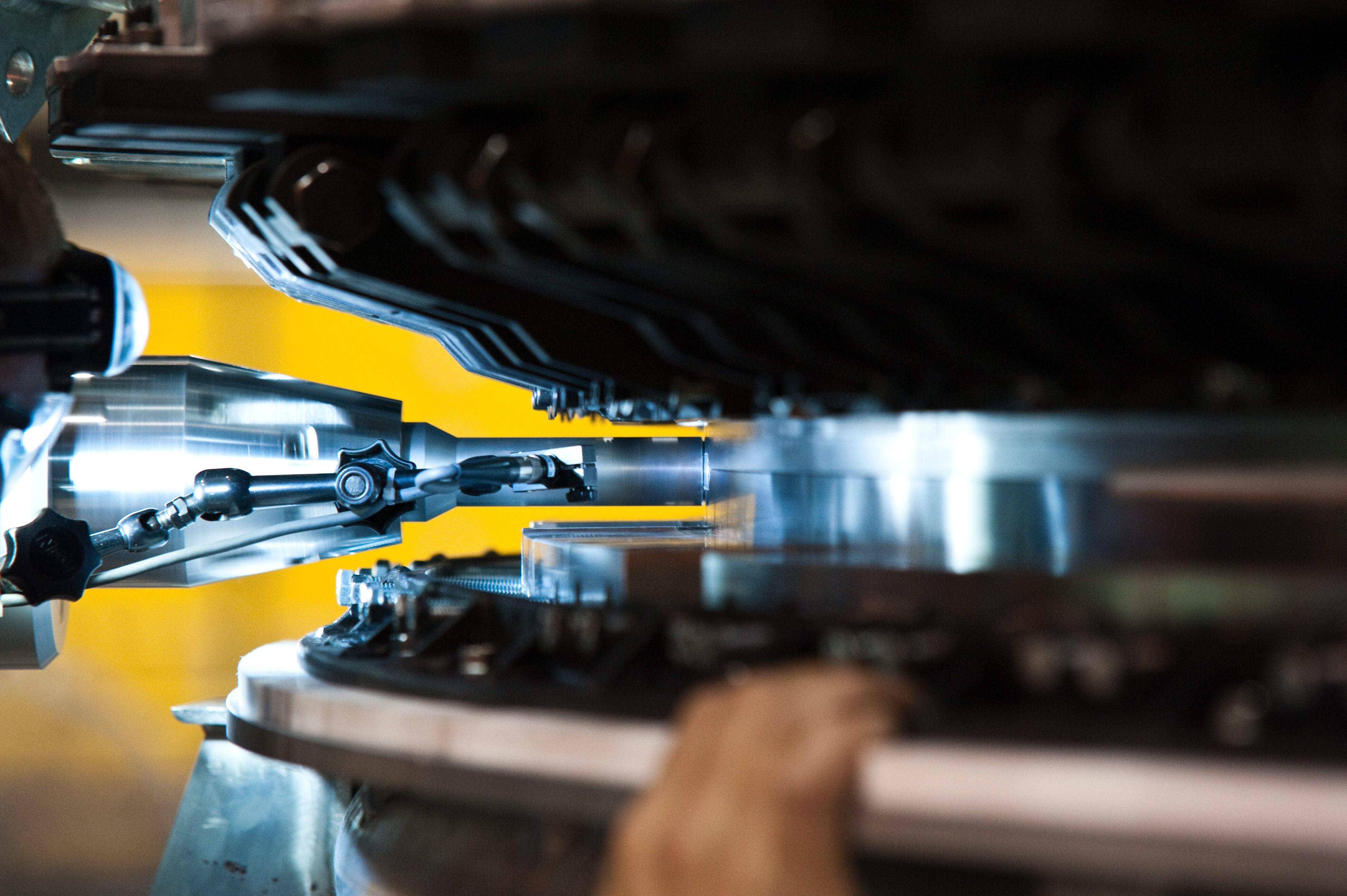
O anteparo e o nariz cônico da nave espacial Orion são unidos por SFW

Solda por Fricção e Mistura Mecânica (em inglês:  Friction stir welding - FSW) é um processo de união no estado sólido (o metal não é fundido) que usa como terceiro corpo uma ferramenta para unir duas superfícies em contato. É gerado calor entre a ferramenta e o material adjacente às partes a serem unidas, provocando o amaciamento da região próxima à ferramenta de FSW, que mistura mecanicamente as duas peças do metal no local da junta, e então o metal amaciado (devido à elevada temperatura) pode ser unido por pressão mecânica (que é aplicada pela ferramenta), em um processo similar à união de barro ou massa. É primariamente usado em alumínio, e mais frequentemente em alumínio extrudido (ligas não tratáveis termicamente), e em estruturas que necessitam de soldagens com resistência elevada sem posterior tratamento térmico da solda.
O processo foi inventado e experimentalmente provado no The Welding Institute (TWI), Reino Unido, em dezembro de 1991. O TWI detém patentes sobre o processo, sendo a primeira patente a que melhor detalha o procedimento de soldagem.

## Princípio de operação

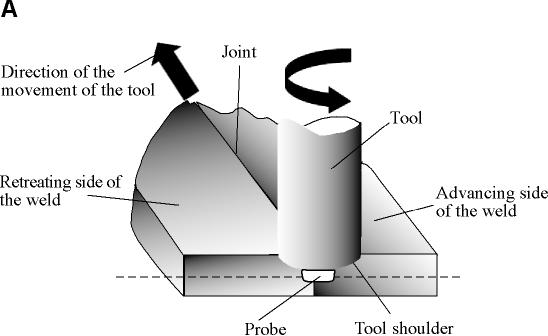
Diagrama esquemático do processo FSW: (A) Dois metais separados são unidos ao longo de uma aresta, juntamente com a ferramenta (com um pino).

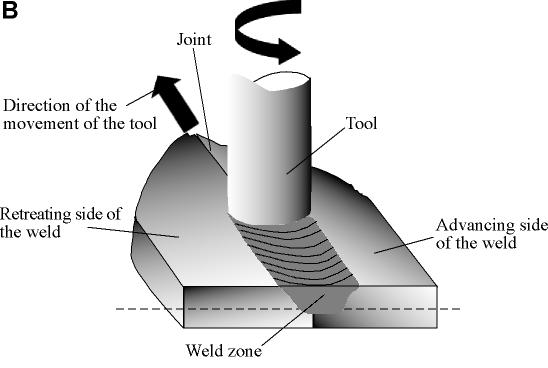
(B) O avanço da ferramenta através da junta, mostrando a zona soldada e a região afetada pelo ombro da ferramenta.

Uma ferramenta cilíndrica, composta de ombro e pino perfilado, não consumível, roda com velocidade constante, avançando transversalmente com velocidade constante em uma junta de topo entre duas peças rigidamente fixadas. O pino é ligeiramente menor que a profundidade necessária da solda, com o ombro da ferramenta deslizando sobre a superfície de trabalho.
Calor friccional é gerado entre a ferramenta de soldagem (resistente ao desgaste) e as peças a serem unidas. Este calor, acrescido do calor gerado pelo processo de mistura mecânica e o calor adiabático interno ao material, faz com que os materiais agitados amoleçam sem fundir. À medida que o pino é movido para a frente, um perfil especial em sua face força o material plastificado a ir para trás, onde uma força de compressão auxilia na consolidação forjada da solda.
Este processo de deslocamento da ferramenta ao longo da linha de solda em um eixo tubular de metal plastificado resulta em severa deformação em estado sólido, envolvendo recristalização dinâmica do material de base.

## Características microestruturais
A natureza de estado sólido do processo FSW, combinado com sua ferramenta inovadora e natureza assimétrica, resulta em uma microestrutura bem característica. A microestrutura pode ser dividida nas seguintes zonas:
- A zona de mistura é uma região de material intensamente deformado que corresponde de forma aproximada à localização do pino durante a soldagem. Os grãos desta região são aproximadamente equiaxiais e frequentemente uma ordem de magnitude menores que os grãos do material base.[4] Uma característica única desta zona é a ocorrência comum de vários anéis concêntricos que têm sido referenciados como estrutura de "anel de cebola".[5] A origem precisa destes anéis não está bem estabelecida, embora variações na densidade do número de partículas, tamanho de grão e textura tenham sido sugeridos.
- A zona de fluxo de braço está na superfície superior da solda e consiste em material que é arrastado pelo ombro no lado de recuo da solda, em torno da parte traseira da ferramenta, e depositado no lado de avanço.[carece de fontes?]
- A zona termomecanicamente afetada ("thermo-mechanically affected zone" - TMAZ) ocorre em ambos os lados da zona de mistura. Nesta região as deformações e temperaturas são menores e o efeito da solda sobre a microestrutura é correspondentemente menor. Ao contrário da zona de mistura a microestrutura é reconhecidamente a do material base, mas significativamente deformada e distorcida.
- A zona termicamente afetada ("heat-affected zone" - HAZ) é comum a todos os processos de solda. Como indicado pelo nome, esta região é submetida a um ciclo térmico mas não é deformada durante a solda. As temperaturas são menores que aquelas da TMAZ mas podem ainda ter um efeito significativo se a microestrutura é termicamente instável. De facto, em ligas de alumínio endurecidas por envelhecimento, esta região tem frequentemente as piores propriedades mecânicas.[6]

## Vantagens e limitações
A trabalhabilidade em estado sólido da FSW proporciona diversas vantagens sobre métodos de soldagem por fusão, sendo evitados problemas associados ao arrefecimento da fase líquida. É constatado de forma geral que a FSW produz pequena concentração de defeitos e suporta variação nos parâmetros de soldagem e composição dos materiais.
Contudo, a FSW é associada a diversos defeitos característicos. Temperatura de soldagem insuficiente, devido à baixa rotação ou elevada velocidade de avanço, por exemplo, significa que o material a ser soldado não está habilitado a acomodar grandes deformações durante a soldagem. Isto pode resultar em um defeito na forma de um longo túnel ao longo do cordão de solda, que pode ocorrer na superfície ou logo abaixo dela. Baixas temperaturas também podem limitar a ação de forjamento da ferramenta, reduzindo a continuidade da união entre os materiais em cada lado da solda.